# Доторк твоєї тіні, шепіт твого імені
Доторк твоєї тіні, шепіт твого імені — п'ята книга в серії науково-фантастичних романів, дія яких відбувається у всесвіті «Вавилону-5».

## Стислий зміст
Вавилон-5, розроблений як місце спокою у неспокійному всесвіті, зіштовхнувся із заворушеннями, коли вибухають зіткнення культур і пристрасті. Начальник служби безпеки Майкл Гарібальді повинен використовувати всі навички, щоб вгамувати насильство між командами. Але неприємності перетворюються на страхітливі кошмари, які нападають на мешканців корабля — від капітана Шерідана до посла Вернона Коша. Здається, ніби якась сила доторкається їх усіх.
Тоді з'являється новий прибулець. Довга кручена смуга зеленого світла завдовжки дев'ять мільйонів миль простягається, розтягуючи темряву космосу на курсі зіткнення з Вавилоном-5. Оскільки прибулець залишається невидимим для комп'ютерних датчиків, деякі називають це ілюзією, інші вважають злою життєвою силою. Ще інші називають це Богом. Тепер капітан Шерідан і Гарібальді повинні вирушити серед зірок, щоб зустріти невідоме й дізнатися його сутність та, ризикуючи своїм життям, а можливо, і душею, здійснити визволення зірок від зустрічі з невідомим.